# Quartinia metallescens
Quartinia metallescens är en stekelart som beskrevs av Schulthess 1929. Quartinia metallescens ingår i släktet Quartinia och familjen Masaridae. Inga underarter finns listade i Catalogue of Life.